# Odontopsyllus dentatus
Odontopsyllus dentatus är en loppart som först beskrevs av Baker 1904.  Odontopsyllus dentatus ingår i släktet Odontopsyllus och familjen smågnagarloppor. Inga underarter finns listade i Catalogue of Life.